# Proces warszawski 1339

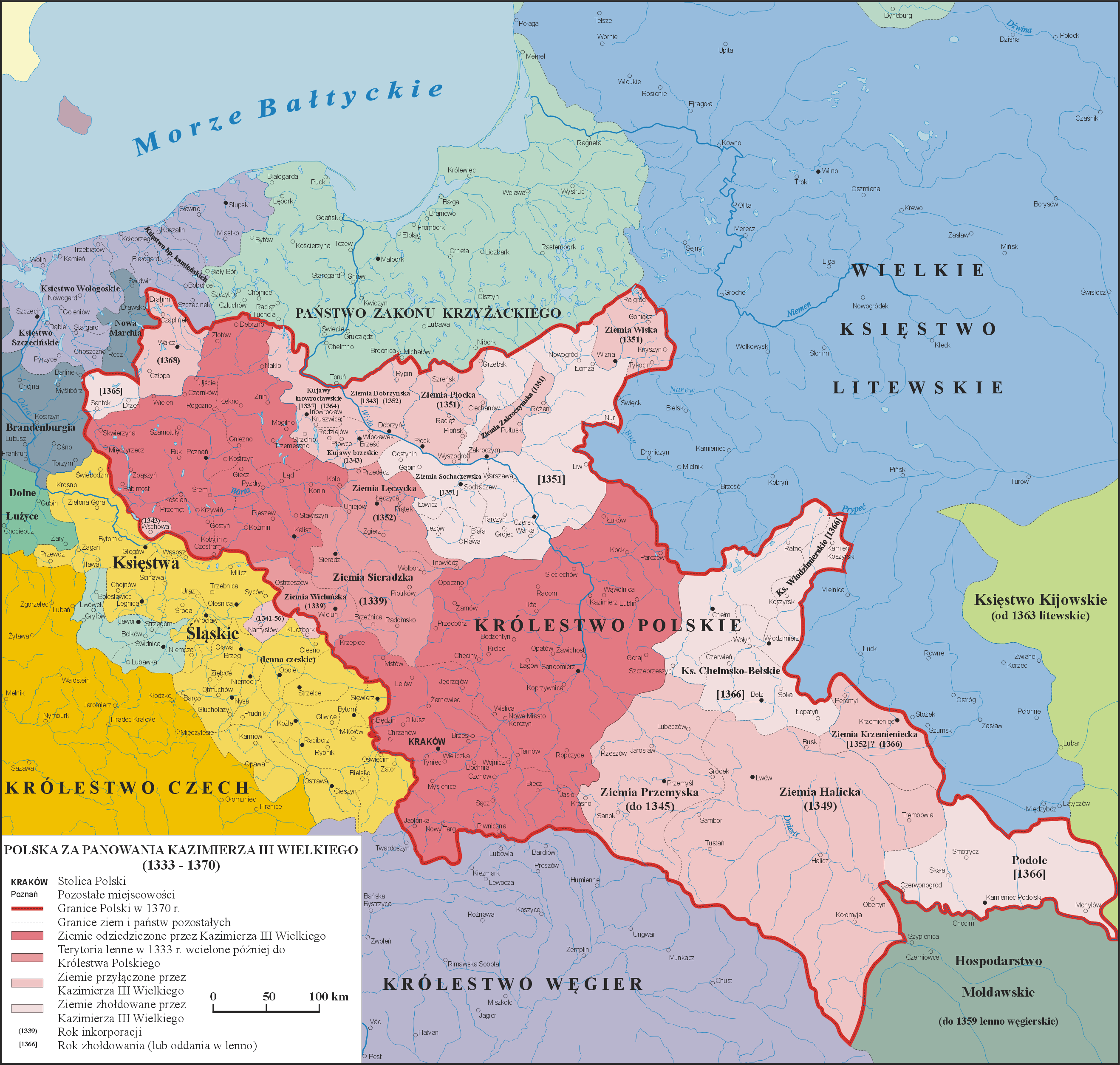
Korona Królestwa Polskiego w latach 1333-1370

Proces warszawski – proces kanoniczny przeprowadzony w Warszawie w 1339 roku przed wysłannikami papieża Benedykta XII. Stronami procesu były Korona Królestwa Polskiego i zakon krzyżacki.

## Opis
Proces rozpoczął się 4 lutego w Warszawie, w wyniku zabiegów Kazimierza Wielkiego. Miało to miejsce po odrzuceniu niekorzystnych dla Polski postanowień wyroku wydanego w Wyszehradzie w roku 1335. Pełniący w nim rolę rozjemców władcy Czech i Węgier, przyznali zakonowi jako wieczystą darowiznę (jałmużnę) Pomorze Gdańskie i ziemię chełmińską.
Sędziami w procesie warszawskim byli papiescy kolektorzy kamery apostolskiej: Galhard de Carceribus i Piotr Le Puy. Króla Polski reprezentowali prokuratorzy: Bertold z Raciborza, Jarosław z Bogorii i Skotnik oraz Wojciech z Bochni.
Sąd zasiadał w domu wójta na Rynku Starego Miasta oraz w kościele św. Jana.
Strona polska przygotowała pełny akt oskarżenia szczegółowo obrazujący stosunki polsko-krzyżackie, domagając się zwrotu: Pomorza Gdańskiego, Ziemi chełmińskiej i michałowskiej oraz Kujaw i ziemi dobrzyńskiej. Ziemia chełmińska miała powrócić do Królestwa Polskiego jako jego dawna część składowa, ale również w wyniku utraty przez Zakon praw do jej posiadania w wyniku zbrojnego wystąpienia przeciw Polsce jako swemu dobroczyńcy.
Po przesłuchaniu 126 świadków sąd dokonał rozstrzygnięcia sporu, wydając 15 września wyrok, w którym zakonowi krzyżackiemu nakazano zwrot Kujaw i ziemi dobrzyńskiej, Pomorza Gdańskiego oraz ziemi chełmińskiej i michałowskiej. Jednocześnie zasądzono Polsce odszkodowanie w wysokości 194 500 grzywien. Całość kosztów procesu miał pokryć zakon.
Wyrok ten nie został przyjęty przez Krzyżaków, którzy od początku trwania procesu kwestionowali kompetencje sądu, a po wydaniu wyroku złożyli apelację do kurii awiniońskiej.
Benedykt XII zlecił ponowne zbadanie sprawy, co było mniej korzystne dla Polski (p. pokój kaliski).